# Жан льо Рон д'Аламбер
Жан-Батист льо Рон д'Аламбèр или Жан Ле Рон Даламбер (на френски: Jean-Baptiste Le Rond d'Alembert, Jean-Baptiste le Rond D'Alembert или Jean Le Rond Dalambert) е френски математик, физик, философ, механик и музиковед.
До 1759 г. работи като съиздател на Дени Дидро при подготовката и отпечатването на „Енциклопедия, или тълковен речник на науките, изкуствата и занаятите“ – епохален научен труд, поставил началото на Просвещението, след това продължава да допринася със статии. Работи и в областта на математиката (алгебра), механиката (механика на флуидите) и физиката (вълново уравнение).
Член на Парижката академия на науките и Френската академия на науките от 1754 г. до кончината си през 1783 г., както и на чуждестранни академии: Пруската академия на науките, Лондонското кралско дружество, Петербургската академия на науките.
На негово име са наречени:
- Оператор на Д'Аламбер в пространство-времето;
- Уравнение на Д'Аламбер – диференциално уравнение от вида {\displaystyle y=x\varphi (y')+f(y'),} където {\displaystyle \varphi } и {\displaystyle f} са функции. В частност, едномерното вълново уравнение (за трептене на струна) и решението му (формула на Д'Аламбер);
- Признак на Д’Аламбер – признак за сходимост или разходимост на числови редици;
- Принцип на Д'Аламбер и обобщеният Принцип на Д'Аламбер – Лагранж в динамиката за уравновесяване на механичните сили;
- Парадокс на Д'Аламбер, показващ, че тяло в невискозен флуид няма да изпитва сила.

## Ранни години
Роденият в Париж Жан льо Рон е незаконно дете на писателката Клодин Герен дьо Тансен. Като баща се посочва Луи-Камю Дестуш, артилерийски офицер или, според по-скорошно изследване, херцогът на Аренберг Леополд Филип (Аренберг) . Мадам дьо Тенсин е бременна в шестия месец с Жан льо Рон, когато баща му Луи Дестуш получава заповед да отиде в Мартиника или Санто Доминго. Той препоръчва това дете на майка му като най-ценното за него. Но дни след раждането майка му го оставя на стълбите на църквата Saint-Jean-le-Rond de Paris в Париж и според обичая той е кръстен на покровителя на църквата. Жан е настанен в сиропиталище за намерени деца. Дестуш иска да знае какво е станало със сина му. Узнава истината от майката и като се връща, намира бебето, но в лошо състояние. Както са му разказали, неговата медицинска сестра го е приела на шест месеца „с глава не по-голяма от обикновена ябълка, ръце като вретена, завършващи с пръсти, малки като игли“. Дестуш го взема добре увито в каретата си и обикаля цял Париж, за да му намери кърмачка, но никой не иска да поеме грижите за бебе в това състояние. Накрая той пристига в къщата на един стъклар, чиято съпруга мадам Русо, трогната от съжаление към малкото същество, се съгласява да го поеме и обещава на баща му, че ще направи всичко по силите си, за да го запази за него.  Мадам Русо настанява бебето в семейството си и става негова приемна майка. Жан льо Рон живее с нея близо 50 години . Тя обаче никак не го насърчава: когато той ѝ разказва за някакво откритие, което е направил сам, или за нещо, което е написал, тя обикновено отговаря, че от него нищо няма да излезе.

## Образование
Жан льо Рон първо посещава частно училище. Луи Дестуш тайно плаща за образованието му, но никога не признава бащинството официално . При смъртта си на 11 март 1726 г., когато детето е 8-годишно, Дестуш му е оставил в завещанието си малък годишен доход от 1200 ливри, или малко повече от два пъти годишната заплата на лакей. Бенефициентът на тази рента е определен под името Жан д'Аремберг. Именно сходното звучене на имената Аремберг и Аренберг е причина да се счита, че рожденият баща на детето може да е херцог Леополд Филип (Аренберг). След смъртта на Луи през 1726 г. рентата продължава да се изплаща от по-малкия му брат Мишел, а след като той умира на 25 май 1731 г., от вдовицата му Жана Мири до смъртта на Д'Аламбер. 
Под влиянието на семейство Дестуш, на 12-годишна възраст Жан льо Рон постъпва в янсенисткия „Колеж на четирите нации“ (институцията е известна и под името „Колеж Мазарин“). Тук той учи философия, право и изкуства, завършвайки като бакалавър по изкуствата през 1735 г. Жан получава образованието си под името „Даремберг“, но по-късно го променя на „Д'Аламбер“ – името, предложено от Фридрих Велики от Прусия за предполагаема (но несъществуваща) луна на Венера. 
По-късно през живота си Д’Аламбер се отнася с пренебрежение към декартовите принципи, които му преподават янсенистите. Учителите му първоначално го насочват към църковна кариера, опитвайки се да го откажат от занимания като поезия и математика. Теологията обаче е „доста несъществена“ за Д’Аламбер. Той постъпва в юридическо училище за две години и става адвокат през 1738 г., макар че никога не практикува . След това учи една година медицина и накрая се посвещава на математиката – „единственото занимание, което наистина ме интересува“ .

## Имена
- Жан льо Рон (1717)
- Жан д'Аремберг (1718–1730)
- Жоан льо Рон Парижин (1735–1738)
- Жан льо Рон Д'Аламбер (от 1739 г.) [2]

## Кариера
През юли 1739 г. той прави първия си принос в областта на математиката, като посочва грешките, които е открил в L'analyse démontrée (труд от Шарл-Рене Рейно, публикуван през 1708 г.) в съобщение до Френската академия на науките. По това време този труд е стандартен учебник, който самият Д'Аламбер използва за изучаване на основите на математиката. Д'Аламбер е също така голям експерт по латински език и в последната част от живота си работи по великолепен превод на Тацит, за който получава много похвали, включително и от Дени Дидро.
През 1740 г. той представя втората си научна работа от областта на механика на флуидите Mémoire sur la réfraction des corps solides, която е призната от Клеро. В тази работа Д’Аламбер теоретично обяснява пречупването.
През 1741 г., след няколко неуспешни опита, Д’Аламбер е избран в Парижката академия на науките. По-късно е избран в Пруската академия през 1746 г.  и става член на Кралското общество в Лондон през 1748 г. 
През 1743 г. той публикува най-известния си труд Traité de dynamique, в която разработва свои собствени закони за движение и излага своя принцип на Д'Аламбер..
Когато в края на 40-те години на XVIII век започва списването и издаването на Енциклопедията, Д’Аламбер е ангажиран като съредактор (по математика и наука) на Дидро и взема участие в нея, докато поредица от кризи временно прекъсват публикуването и през 1757 г. Той е автор на над хиляда статии в нея, включително известния Preliminary Discourse. Д'Аламбер „изоставя основите на материализма“ когато започва да „се съмнява дали съществува извън нас нещо, съответстващо на това, което предполагаме, че виждаме.“ По този начин Д’Аламбер се съгласява с идеалиста Бъркли и е предшественик на трансценденталния идеализъм на Кант.
През 1752 г. той пише за това, което днес се нарича парадокс на Д'Аламбер: че съпротивлението върху тялото, потопено в невискозна, несвиваема течност, е нула.
През 1754 г. Д’Аламбер е избран за член на Академията на науките, на която става постоянен секретар на 9 април 1772 г.
През 1757 г. Д’Аламбер пише за седмия том на Енциклопедията статия за Женева, в която предполага, че женевските духовници са преминали от калвинизъм към чисто социнианство, като се основава на информация, предоставена му от Волтер. Пасторите в Женева са възмутени и назначават комисия, която да отговори на тези обвинения. Под натиска на Яков Вернес, Жан-Жак Русо, който пише специално Писмо до Д'Аламбер за театралните представления в отговор на статията, както и на други, Д'Аламбер в крайна сметка се оправдава, че смята всеки, който не приема Римската църква, за социнианист, и е имал предвид единствено това, но се въздържа от по-нататъшна работа върху енциклопедията.
От 1752 нататък Фридрих Велики неколкократно кани Д’Аламбер да оглави Пруската академия в Берлин, но философът прави само кратка визита при краля през 1755 на Рейн и има по-дълъг престой в Потсдам през 1763. В продължение на много години той съветва краля как да се ръководи академията и да се назначават нови членове. През 1762 друг просветен монарх Екатерина Велика кани Д’Аламбер в Русия да стане учител на сина ѝ Павел, но той отново отказва .
Той е избран за чуждестранен почетен член на Американската академия на изкуствата и науките през 1781 г. 

## Научни трудове

### Математика, физика, механика
Първият му труд по математика е Mémoire sur le calcul intégral (1739) и засяга интегралното смятане. През 1743 г. на 26 години той публикува Traité de dynamique, фундаментален труд по динамика, където излага наречения на него принцип на Д'Аламбер: ако на тяло действа външна сила и реакция на връзката и се приложи допълнително силата на инерцията, тялото ще се намира в равновесие (сумата на всички действащи сили, допълнена с главния вектор на инерцията, е нула). Следват още трудове: през 1744 г. той прилага този принцип към теорията на равновесие и движение във флуиди в своята Traité de l’équilibre et du mouvement des fluides. Следват разработките му в областта на частните диференциални уравнения, раздел от математичния анализ, като първите му статии са публикувани в Réflexions sur la cause générale des vents (1747). Работата му получава награда от Пруската академия на науките, на която става член през същата година. Също тогава прилага новите си методи към теорията на трептящите струни в Recherches sur les cordes vibrantes. През 1749 г. създава метод за прилагане на своя принцип към движението на тяло с дадена форма. Същата година се занимава с небесна механика, доразвива модела на Нютон, обясняващ прецесията на земната ос при равноденствие, определя нейните характеристики и обяснява нутацията в Recherches sur la précession des équinoxes et sur la nutation de l’axe de la terre. През 1752 г. публикува труда Essai d’une nouvelle théorie de la résistance des fluides, който съдържа оригинални идеи и нови наблюдения в областта на флуидите. В нея излага т.нар. парадокс на Д'Аламбер, касаещ хидродинамиката на идеална течност, който днес е отхвърлен от физиката. Публикува трудове и по интегрално смятане, като обобщава всичките си математически трудове в осем тома Opuscules mathématiques (1761 – 1780). В своя труд Recherches sur différents points importants du système du monde (1754 – 56) усъвършенства решението си на задачата за пертурбациите на орбитите на планетите.
В първите томове на Енциклопедията Д’Аламбер пише важните статии: „Диференциали“, „Уравнения“, „Динамика“ и „Геометрия“.

### Философия
От философските му трудове най-голямо значение има уводната статия на Енциклопедията за произхода и развитието на науките (Discours préliminaire), в която се прави класификация на науките, и „Елементи на философията“ (1759).
В теорията на познанието Д’Аламбер се придържа към сенсуализма. В решението на основните философски въпроси Д’Аламбер е склонен към скептицизъм, като счита, че е невъзможно да се твърди нещо достоверно за Бог, неговото взаимодействие с материята, вечността или Сътворението и т. н. За разлика от други френски материалисти той смята, че съществуват неизменни нравствени принципи, не зависещи от обществената среда. Неговите възгледи по въпросите на познанието и религията са подложени на критика от Дидро в неговите произведения „Сънят на Д’Аламбер“ (1769), Разговор между „Д’Аламбер и Дидро“ (1769) и др.

### Музикална теория
Първото запознаване на Д'Аламбер с музикалната теория е през 1749 г., когато той е определен за рецензент на мемоар, представен в Академията от Жан-Филип Рамо. Тази статия, написана съвместно с Дени Дидро, по-късно ще формира основата на трактата на Рамо от 1750 г. Démonstration du principe de l'harmonie. Д'Аламбер пише блестящ отзив, възхвалявайки дедуктивния подход на автора като идеален научен модел. Той вижда в музикалните теории на Рамо подкрепа на собствените си научни идеи, напълно систематичен метод със силно дедуктивна синтетична структура.
Две години по-късно, през 1752 г., Д’Аламбер прави изчерпателен обзор на творбите на Рамо в своя труд Eléments de musique théorique et pratique suivant les principes de M. Rameau . Подчертавайки основното твърдение на Рамо, че музиката е математическа наука, която има един-единствен принцип, от който могат да се изведат всички елементи и правила на музикалната практика, както и използваната декартова методология, Д'Аламбер спомага да се популяризира работата на композитора и същевременно рекламира собствените си теории. Той твърди, че е „изяснил, развил и опростил“ принципите на Рамо, като твърди, че идеята на corps sonore не е достатъчна, за да се извлече цялата музика. Вместо това Д'Аламбер твърди, че са необходими три принципа за генериране на мажорния музикален лад, минорния лад и да се определят октавите. Тъй като обаче не е музикант, Д’Аламбер погрешно разбира по-тънките моменти от мисленето на Рамо, като променя и премахва понятия, които не се вписват добре в неговото собствено разбиране за музиката.
Макар първоначално да е благодарен, Рамо в крайна сметка се противопоставя на Д’Аламбер, докато изразява нарастващото си недоволство от енциклопедичните статии на Жан-Жак Русо на тема музика.  Това води до поредица от спорове между двамата и слага край на приятелството им. В един дълъг предговор за изданието на Eléments от 1762 г., Д’Аламбер се опитва да обобщи спора и това действа като окончателно опровержение.
Д'Аламбер обсъжда различни аспекти на състоянието на музиката и в Discours préliminaire. Там твърди, че в сравнение с другите изкуства, музиката, „която говори едновременно на въображението и сетивата“, не е успяла да представи или имитира толкова много реалност поради „липсата на достатъчно изобретателност и находчивост на тези, които я култивират.“ . Той би искал музикалният израз да засяга всички физически усещания, а не само страстите. Д'Аламбер вярва, че съвременната (барокова) музика е постигнала съвършенство едва в неговата епоха, тъй като не е имало класически гръцки модели, които да се изучават и имитират. Той твърди, че „времето е унищожило всички образци, които древните може да са ни оставили в този жанр“. Той възхвалява Рамо като „онзи мъжествен, смел и плодотворен гений“, който подхваща след Жан-Батист Люли френското музикално изкуство.

## Личен живот
Д'Аламбер е участник в няколко парижки салона, особено тези на госпожа Мари Терез Роде Жефрин, на маркиза Дю Дефан и на госпожица Жули дьо Леспинас. От 1760 г. Мари Жефрин определя на Д'Аламбер „600 ливри доживотна рента, към която тя добавя други 1300 ливри чрез завещание“.  Д'Аламбер се влюбва в младата Жули дьо Леспинас и в крайна сметка заживява с нея. Тя е също извънбрачно дете, но е племенница на маркиза Дю Дефан, която я кани за своя компаньонка. Жули дьо Леспинас е много интелигентна и остроумна, пише епистоларни романи и постепенно също става домакиня на свой салон, в който се събират енциклопедистите. Тя умира от туберкулоза през 1776 г. само на 43 години. Д'Аламбер остава с нея до смъртта ѝ и тежко преживява загубата.
В литературния салон на майка му Клодин дьо Тансен се преместват повечето от посетителите на салона на маркиза Дьо Ламбер след смъртта на последната през 1733 г. Възможно е и това да има връзка с новата фамилия Д'Аламбер, която той приема по това време, през 1739 г.

## Смърт
В продължение на много години той страда от влошено здраве и смъртта му настъпва в резултат от заболяване на пикочния мехур. Като известен атеист,  Д'Аламбер е погребан в общ необозначен гроб.

## Наследство
Във Франция основната теорема на алгебрата е известна като теоремата на Д’Аламбер/Гаус, тъй като грешката в доказателството на Д’Аламбер е поправена от Карл Фридрих Гаус.
Той също така създава свой критерий за сходимост на един числов ред.
Операторът на Д'Аламбер, въведен от него за пръв път в анализа на вибриращи струни, играе важна роля в съвременната теоретична физика. С него е свързано едномерното вълново уравнение и решението му, открити от Д'Аламбер през 1746 г.